# Muyocopron smilacis
Muyocopron smilacis är en svampart som först beskrevs av De Not., och fick sitt nu gällande namn av Pier Andrea Saccardo 1883. Muyocopron smilacis ingår i släktet Muyocopron och familjen Microthyriaceae.   Inga underarter finns listade i Catalogue of Life.